# Caso terminativo
O caso terminativo é um caso gramatical que indica, no espaço e no tempo, o término ou o limite de uma ação. É expressa em português pela preposição "até". É comum nas línguas do  grupo fino-úgrico,como o húngaro, estoniano e finlandês.

## Estoniano
Em estoniano, o caso terminativo é marcado pelo sufixo '-ni' :
- jõeni: «até o rio»
- kella kuueni: «até as seis em ponto»

## Húngaro
Em húngaro , o caso terminativo é marcado pelo sufixo '-ig' :
- a házig: "até a casa"
- hat óráig / hatig: "até às seis horas"

## Finlandês
Em finlandês, o caso terminativo é marcado pelo uso da posposição "asti" ( ou seu sinônimo "saakka") juntamente ao caso ilativo ( ou ao alativo ou sublativo ).